# Epipremnum moszkowskii
Epipremnum moszkowskii — вид квіткової рослини роду Epipremnum, що належить до родини Araceae, це деревна ліана, ендемічна для тропічних лісів у західній частині острова Нова Гвінея (Західна Нова Гвінея).

## Розповсюдження
Цей вид поширений лише в західній частині острова Нова Гвінея, включаючи провінції Папуа та Західне Папуа в Індонезії, де він є ендемічним.